# Stor-Vamsjön
Stor-Vamsjön är en sjö i Kramfors kommun i Ångermanland och ingår i Nätraån-Ångermanälvens kustområde. Sjön är 29,1 meter djup, har en yta på 1,7 kvadratkilometer och befinner sig 168,1 meter över havet. Sjön avvattnas av vattendraget Backeån. Vid provfiske har bland annat abborre, gers, gädda och lake fångats i sjön.

## Delavrinningsområde
Stor-Vamsjön ingår i det delavrinningsområde (699998-161960) som SMHI kallar för Utloppet av Stor-Vamsjön. Medelhöjden är 243 meter över havet och ytan är 14,76 kvadratkilometer. Räknas de 12 avrinningsområdena uppströms in blir den ackumulerade arean 35,54 kvadratkilometer. Backeån som avvattnar avrinningsområdet har biflödesordning 2, vilket innebär att vattnet flödar genom totalt 2 vattendrag innan det når havet efter 8,8 kilometer. Avrinningsområdet består mestadels av skog (79 procent). Avrinningsområdet har 2,16 kvadratkilometer vattenytor vilket ger det en sjöprocent på 14,6 procent.

## Fisk
Vid provfiske har följande fisk fångats i sjön:
- Abborre
- Gärs
- Gädda
- Lake
- Mört
- Nors